# بايلي (مصارعة)
باميلا روز مارتينز (بالإنجليزية: Bayley)‏ (ولدت في 15 يونيو 1989) مصارعة أمريكية محترفة تصارع في الدبليو دبليو إي تحت سم بايلي في سماكداون وهي حاملة لقب نساء العرض.

## مسيرتها في المصارعة

### عرض الدائرة المستقلة (2008 - 2012)
كانت مارتينز ترغب بأن تصبح مصارعة منذ فترة، وتعزيز المصارعة في كاليفورنيا منذ أن كانت في عمر 11 سنة، بدأت حياتها المهنية في المصارعة عندما كانت في ال18 من عمرها من خلال دورات تدريبية وقد دربها المدرب جيسون ستايلز إلذي كان سبب مهم في رغبتها، وكانت أول مباراة لها في سبتمبر 2008 في عرض الدائرة المستقلة للمصارعة الأمريكية، وقد صارعت في هذا العرض لوقت طويل من 2008 حتى عام 2012 و في 2011 - 2012 تشعبت روز المصارعة في عرض NWA بطولة هوليوود للمصارعة وعرض مصارعة شين 

أول مباراة لروز كانت مع مديرتها سرينا في أكتوبر 2010 في مباراة للفرق، وقد كان أول ظهور لها وقالت أنها متورطة مع سرينا ضد بوريتا بريز ونيكول ماثيوز (النساء النينجا) , و قد أستمرت روز في المصارعة حتى غاية عام 2012 و تلقت أول فوز عندما تعاونت مع ميا ييم لهزيمة ميلاني كروز ومينا الميزان، وقد فازت على كاري بومب وريها أورالي.

### الدبليو دبليو أي (2012 - حتى الآن)
في ديسمبر 2012 قامت مارتينز بتوقيع عقد مع الدبليو دبليو أي، وفي أواخر يناير ظهرت أول مرة في عرض ان اكس تي، وقد صارعت تحت قناع، وبعدها أستخدمت أسم بايلي في يوم 20 مارس وخسرت ضد بايج , و بعدها خسرت ضد أليسا فوكس في الجولة الأولى من بطولة بطلة ان اكس تي للنساء، وفي 21 أغسطس تحدت بايلي بطلة الديفاز إيه جاي لي و لكنها خسرت 

و في يوم 4 سبتمبر حققت أول أنتصار لها عندما تعاونت مع تشاروليتا لهزيمة أليسا فوكس و أكسانا، وفي 13 نوفمبر هاجمت تشاروليتا بايلي، وبعدها شكلت بايلي تحالف قصير مع ناتاليا لهزيمة تشاروليتا وساشا بانكس في مباراة فرق، وفي يوم 1 مايو 2014 فشلت بايلي في بطولة على حزام ان اكس تي للنساء الشاغرة بعد خسارتها ضد ساشا بانكس، وفي يوم 12 يونيو تمكنت بايلي من تثبيت بطلة النساء الجديدة تشاروليتا في مباراة 3 ضد 3 , و في 14 أغسطس فازت بايلي على ساشا لتصبح المنافسة الأولى على بطولة ان اكس تي للنساء، ولكنها فشلت بالفوز على تشاروليتا في عرض ان اكس تي تايك أوفر فيتل فور وي، وخسرت أيضا في مباراة الرد في يوم 2 أكتوبر، وفي 23 أكتوبر تعرضت للهجوم من قبل صديقتها بيكي لينش، وشكلت بعدها تحالف مع منافستها السابقة تشاروليتا ودخلتا في عداء مع ساشا بانكس وبيكي لينش لعدة أسابيع، وفي 27 نوفمبر تعرضت بايلي للهجوم من قبل وينش وبانكس مما أدى إلى أصابتها، وعادت في 21 يناير 2015 و أنقذت تشاروليتا من هجوم بانكس وونش قبل ان تقوم هي بالهجوم على تشاروليتا، وفي عرض ان اكس تي تيك اوفر فيتل فور وي دخلت في مباراة رباعية على بطولة النساء لكنها فشلت بالفوز 

و في مارس 2015 دخلت بايلي في عداء مع إيما إلتي أنتقدت بايلي، وتفيد بأنها قد منعتها بالمنافسة على بطولة النساء، وفي 25 مارس كان هناك نزاع كلامي بينهما وقامت بايلي بسبها مما ادى إلى صفع إيما لبايلي، وفي الاسبوع الذي يليه فازت بايلي على إيما، وفي 29 أبريل 2015 خسرت بايلي ضد دانا بروك بعد ألهاء من إيما، وقامت بايلي بالأنتقام من إيما بعد خسارت إيما ضد تشاروليتا 

و في 20 مايو 2015 في عرض ان اكس تي تايك اوفير تمكنت بايلي وتشاروليتا من الفوز على إيما ودانا بروك، وفي يوم 27 مايو 2015 فازت بايلي على إيما بالأخضاع لكنها وتشاروليتا تعرضتا للهجوم من قبل دانا بروك وإيما.

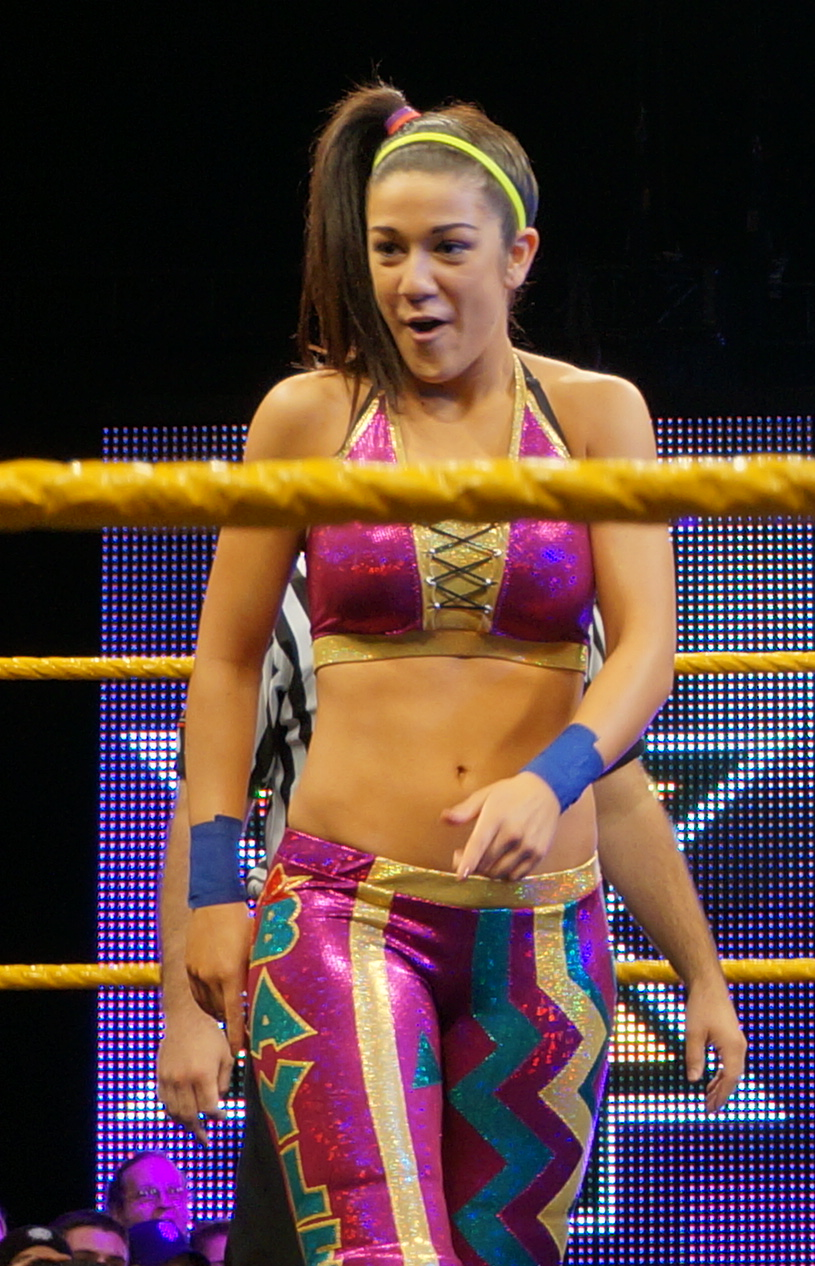
بايلي في أبريل 2014

■الإنجازات في wwe
بطلة NXTمرة
بطلة عرض الرو مرة
بطلة سماك داون مرتين
بطلة التاج تيم مرة مع ساشا بانكس
Money in the bank 2019

## الحياة الشخصية
مارتينيز قالت ان راندي سافاج، ذا روك، هاردي بويز، فيكتوريا، لوفري، بريت هارت وتريبل اتش هم من أثروا بها لتصبح مصارعة، هي في علاقة حب مع زميلها المصارع آرون سولو.

## روابط خارجية
- بايلي على موقع IMDb (الإنجليزية)
- بايلي على موقع قاعدة بيانات الفيلم (الإنجليزية)
- بايلي على موقع دبليو دبليو إي (الإنجليزية)
- بايلي على موقع WrestlingData.com (الإنجليزية)
- بايلي على موقع CageMatch worker (الإنجليزية)
- بايلي على موقع قاعدة بيانات المصارعة على الإنترنت (الإنجليزية)
- بايلي على موقع عالم المصارعة على الإنترنت (الإنجليزية)
- بايلي على موقع عالم المصارعة على الإنترنت (الإنجليزية)

- Bayley's profile on دبليو دبليو إي.com